# کارموی
کارموی (به لاتین: Karmøy) یک شهرداری در استان روگالاند واقع در کشور نروژ است. کارموی ۲۲۹٫۹۵ کیلومتر مربع مساحت و ۴۲٬۲۲۹ نفر جمعیت دارد.
کارموی، در جنوب غربی هوگسوند واقع شده‌است. محدودهٔ شهرداری کارموی، شامل جزیرهٔ کارموی (۱۷۶٫۸ کیلومتر مربع) و برخی جزایر کوچک خارج از آن، از جمله جزیره ای به وسعت (۱٫۳ کیلومتر مربع)، شبه جزیره بین تنگه کارمسوند و یک آبدره نزدیک به آن است. کارموی در بخش خشکی، در شمال شرقی با هوگسوند و تیسوَر، هم‌مرز است. از دیگر جوانب، مرزهای کارموی درکنار دریا، آبدره و تنگه، واقع شده‌اند. از نظر جمعیت، کارموی پنجمین شهرداری بزرگ منطقهٔ غرب نروژ است.

## طبیعت محیط

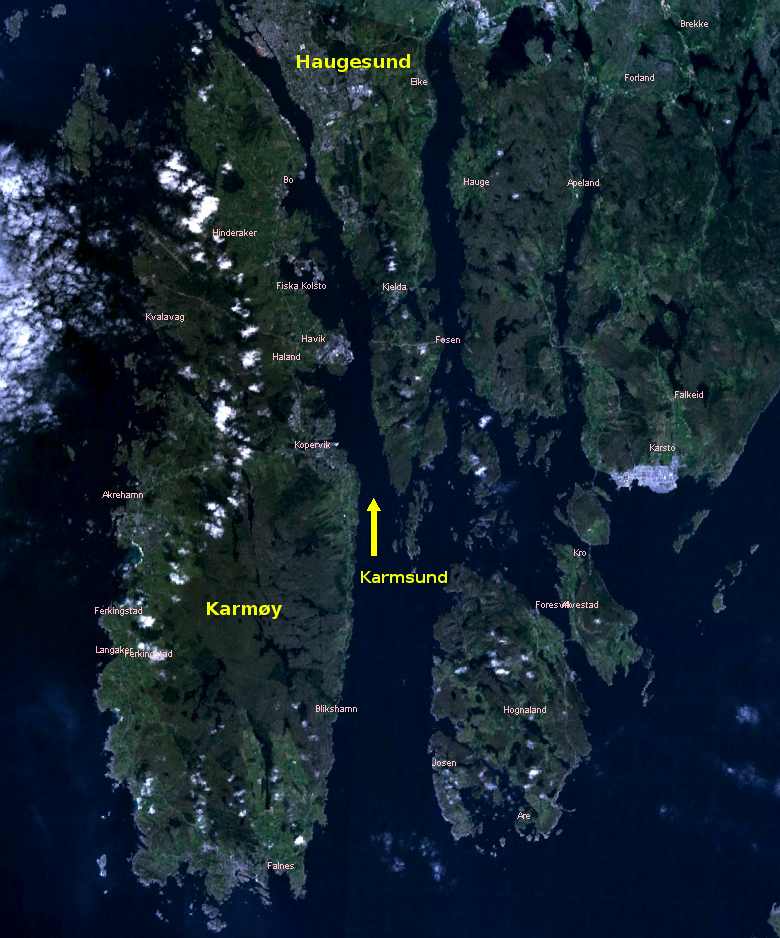
منطقه کارموی

جزیره کارموی و بسیاری از جزایر کوچک و صخره‌های بیرونی آن، به ویژه در شمال، به شدت توسط دریا قطعه قطعه شده‌است. گاهی سواحل شنی بزرگی به چشم می‌خورند، مانند یک ساحل شنی در وسط جزیره و دیگری که در جنوب جزیره کارموی واقع شده‌است. یک آبدره باریک حدود ۵ کیلومتر از غرب و حدود ۱٫۵ تا ۲ کیلومتر از کوپرویک در شرق به داخل جزیره نفوذ کرده و تقریباً جزیره را به ۲ قسمت تقسیم می‌کند.
بستر زیرین جزیره مرتبط با  رشتهٔ کوه کالدونین است. این موضوع در مورد بخش پیوسته، به شبه‌جزیره اسکاندیناوی، در قسمت خشکی، در شمال تنگهٔ کارمسوند، در نزدیکی مرز هوگسوند نیز صادق است. در شمال شرقی جزیره کارموی، بستر زمین منشأ رسوبی دارد که در اثر فرسایش، حجم خوبی، خاک ایجاد کرده‌است. در این قسمت جزیره، یک زمین نسبتاً هموار، با پستی و بلندی‌های ملایم که به خوبی زیر کشت رفته‌است؛ به چشم می‌خورد.
در جنوب منطقهٔ سنگ‌های رسوبی، در یک کمربند، که در همهٔ عرض جزیره، به سمت جنوب کشیده شده و به کارمسوند، در جنوب شرقی می‌رسد؛ سنگهای بستر زمین جنس سختری دارند؛ و به خصوص از نوع گابرو و شیست سبز، هستند. این‌ها سنگ‌هایی هستند که در بقیه جزایر اطراف نیز یافت می‌شوند. در جنوب این منطقه در کارموی، ارتفاع زمین به ۱۳۲ متر بالاتر از سطح دریا می‌رسد. در حد فاصل این سنگ‌های سخت عمیق و لایه‌های رسوبی شمالی تر، کانی‌های پیریت حاوی مس وجود دارند. بین سال‌های ۱۸۶۵ تا ۱۹۷۲ با چند باری وقفه، استخراج مس در این منطقه، صورت گرفته‌است. در جزایر اطراف، ذخایر نیکل نیز شناسایی شده، اما در حال حاضر هیچ فعالیتی، برای بهره‌برداری از این ذخایر، انجام نمی‌شود.
در بخش متصل به شبه جزیره، با بستر سنگی سخت، در منتهی الیه شمال شرقی شهرداری کارموی، بلندترین نقطهٔ شهرداری قرارگرفته، که ۱۷۱ متر بالاتر از سطح دریا است. همچنین در بخشی از شهرداری که روی شبه جزیره قرار گرفته، مناطق کوچکی وجود دارند که از نظر ترکیب کانی‌ها جوانترند.

## اسکان

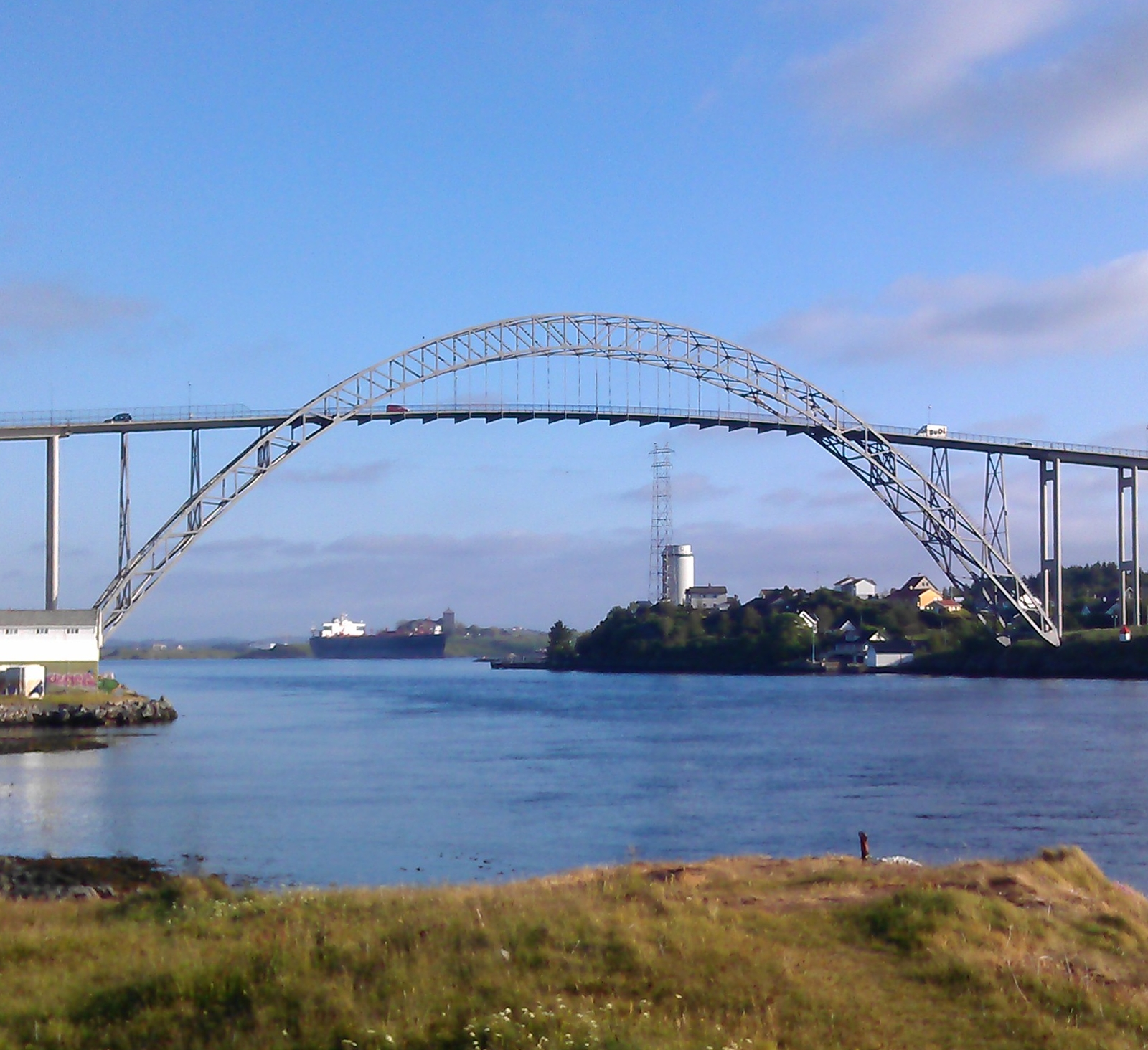
نمای پل کارمسوند، که جزیرهٔ کارموی را به بقیهٔ محدودهٔ شهرداری کارموی و هوگسوند، در خاک شبه جزیرهٔ اسکاندیناوی متصل می‌کند. اهالی بیشتر در نزدیکی پل کارمسوند نزدیک مرز هوگسوند ساکن شده‌اند.

در ضلع غربی کارموی، در نزدیکی اسکودنسهاون، تراکم جمعیت زیاد است. به همین ترتیب در شمالی‌ترین بخش جزیرهٔ کارموی و در اطراف شهرک کوپرویک، در بخش مرکزی، در سمت شرق آن نیز جمعیت زیادی ساکن هستند. در بخش متصل به شبه جزیرهٔ اسکاندیناوی، اهالی بیشتر در نزدیکی پل کارمسوند، درست کنار مرز محدودهٔ شهرداری هوگسوند، ساکن شده‌اند. طبق آمار سال ۲۰۱۷ میلادی، ۷۹ درصد از اهالی محدودهٔ شهرداری کارموی در خود جزیرهٔ کارموی زندگی می‌کنند. تعداد کسانی که در دیگر جزایر کوچک متعلق به شهرداری کارموی زندگی می‌کنند، کمتر از یک درصد است. طبق گزارش سرشماری سال ۲۰۱۶ میلادی، کارموی دارای ۷ محله مسکونی است که کاملاً در داخل محدودهٔ شهرداری واقع شده‌اند.
کوپرویک و اسکودنسهاون، که قبلاً دارای حقوق مستقل شهری بودند، با ادغام در شهرداری کارموی در سال ۱۹۶۵ میلادی، رتبهٔ رسمی شهر بودن خود را از دست دادند، اما در سال ۱۹۹۶ میلادی، به دنبال یک مصوبهٔ داخلی خود شهرداری کارموی، دوباره حقوق شهر مستقل را به دست آوردند. در سال۲۰۰۲ میلادی، همین وضعیت حقوقی، برای شهر اوکرهام نیز تصویب شد.
در کل، شهرداری کارموی، طی چند دههٔ اخیر، رشد مداوم جمعیت داشته‌است. در دورهٔ ۱۰ سالهٔ ۲۰۰۷ تا ۲۰۱۷ میلادی، شهرداری کارموی به‌طور متوسط، سالانه یک درصد، رشد جمعیت داشته‌است. این میزان برای کل استان روگالاند ۱٫۶ در صد بوده‌است.

## کسب و کار
مهمترین فعالیت اقتصادی، بعد از خدمات عمومی و خصوصی در محدودهٔ شهرداری کارموی، براساس میزان اشتغال، تولیدات صنعتی است. در سال ۲۰۱۶ میلادی ۱۷ درصد از کارکنان درمحدودهٔ شهرداری کارموی، در بخش تولیدات صنعتی، مشغول به کار بوده‌اند. اگر کارکنان بخش راه و ساختمان، تولید نیرو و تأمین آب و دفع زباله را به این تعداد اضافه کنیم، سهم تولیدات صنعتی، در مجموع به ۲۹ درصد از کل افراد مشغول به کار، در محدودهٔ شهرداری کارموی می‌رسد. بعد از صنایع، خدمات هتل و رستوران و فروش کالا، با سهم ۱۵ در صد از اشتغال، مهمترین فعالیت اقتصادی، در محدودهٔ شهرداری کارموی محسوب می‌شوند.
با این که سهم تولیدات اولیه، مانند تولیدات کشاورزی، در محدودهٔ شهرداری از ۲ تا ۳ در صد بیشتر نیست، اما نقش این تولیدات، بسیار مهم است. فعالیت در بخش تولیدات اولیه، در محدودهٔ شهرداری کارموی، بیشتر روی دامداری متمرکز شده‌است. یک دامداری مؤثر و متنوع که به ویژه، به گاو و گوسفند و مرغ داری، اختصاص داده شده‌است. در زمینه تولید سبزیجات، به خصوص هویج، درکل منطقهٔ شمال استان روگالاند، کارموی دست بالا را دارد.

### ماهیگیری

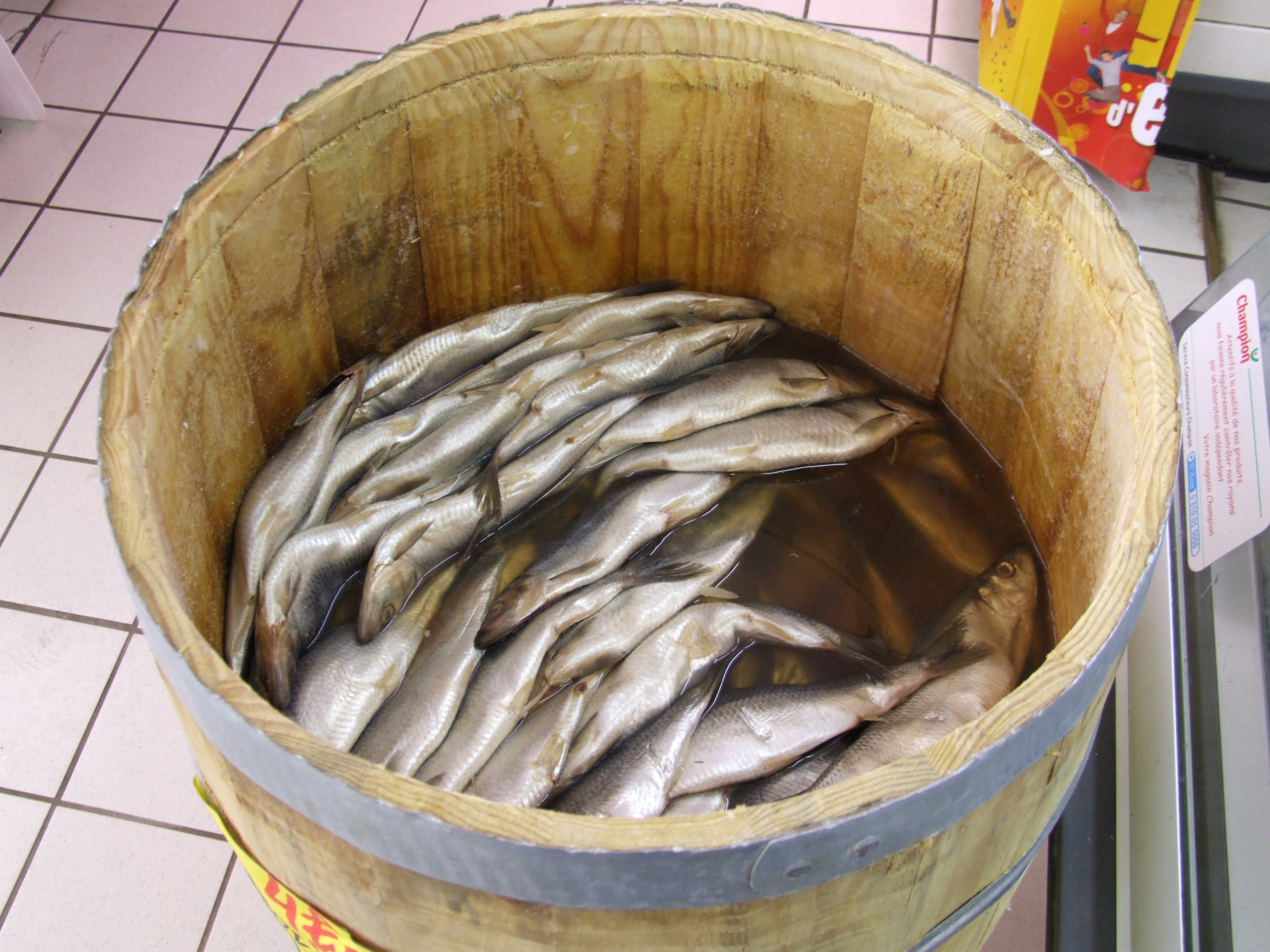
کارموی، مهمترین شهر ماهیگیری، در استان روگالند است.

بی هیچ تردیدی، بر اساس ارزش ماهی تحویل شده، توسط کشتی و قایق‌های ماهیگیری متعلق به استان روگالاند، شهر کارموی مهمترین سهم را در کل استان، دارد. سهم کارموی در سال ۲۰۱۵ میلادی، در تحویل صید ماهی، به تنهایی، معادل ۶۰ درصد از کل تحویلات ماهی صید شده، توسط کشتی و قایق‌های ماهی‌گیری استان روگالاند بوده‌است. با این حال، با توجه به سهم ماهی تحویل شده به خشکی، شهرداری اَیگرسوند، از کارموی پیشی گرفته‌است. اَیگرسوند، با تحویل ۵۷ درصد از کل ماهی تحویل شده به ساحل، در مقایسه با کارموی، که تنها ۳۴ درصد این مقدار را به خود اختصاص داده‌است، مقام اول، در استان روگالاند را کسب می‌کند. ماهیگیری به ویژه از شهرک‌های واقع در ساحل غربی و همچنین از اسکودنسهاون، در جنوب، انجام می‌گیرد. همچنین درکنار صید ماهی از دریا، پرورش ماهی، در تأسیسات ساخته شده به این منظور نیز انجام می‌شود. در سالهای اخیر، یک بندر مهم ماهیگیری در کارمسوند، همراه با چند شرکت پردازش محصولات ماهی، از جمله یک کارخانهٔ تولید پودر ماهی، در محدودهٔ شهرداری کارموی، ایجاد شده‌است.

### صنعت
وجه مشخصهٔ صنعت در کارموی، یکی تنوع صنایع و دیگری وجود تعداد زیادی از شرکت‌های کوچک، به خصوص در زمینهٔ تولید محصولات غذایی و کارگاه‌های مکانیک است. بیشتر فعالیت صنعتی، مربوط به آهن و فلز است، که در سال ۲۰۱۵ میلادی ۳۴ در صد از نیروی مشغول به کار را به خود اختصاص داده بود.
کارگاه‌های مکانیک بیشتر مربوط به تولیدات ماشینی هستند. در صنعت آهن و فلزات نیز تولیدات آلومینیوم توسط شرکت نورسک هیدرو بخش عمدهٔ فعالیت را به خود اختصاص می‌دهد. این شرکت یکی از بزرگترین شرکتهای تولید آلومینیوم، در کل قاره اروپا است. نیروی لازم برای تولید آلومینیوم، توسط نیروگاه‌های نزدیک تأمین می‌شود.
رفت و آمد به خارج از کارموی به منظور حضور در محل کار زیاد است. در سال ۲۰۱۶، در مجموع ۴۲ درصد از کارکنان مقیم کارموی، درخارج از شهر کار می‌کردند، از این تعداد ۲۵ درصد در هوگسوند، ۴ درصد، در دیگر شهرهای شهرستان هاگالاند، ۳ درصد در یَرِن، و استاوانگر؛ و ۲ درصد در برگن مشغول به کار بودند.

## ترابری

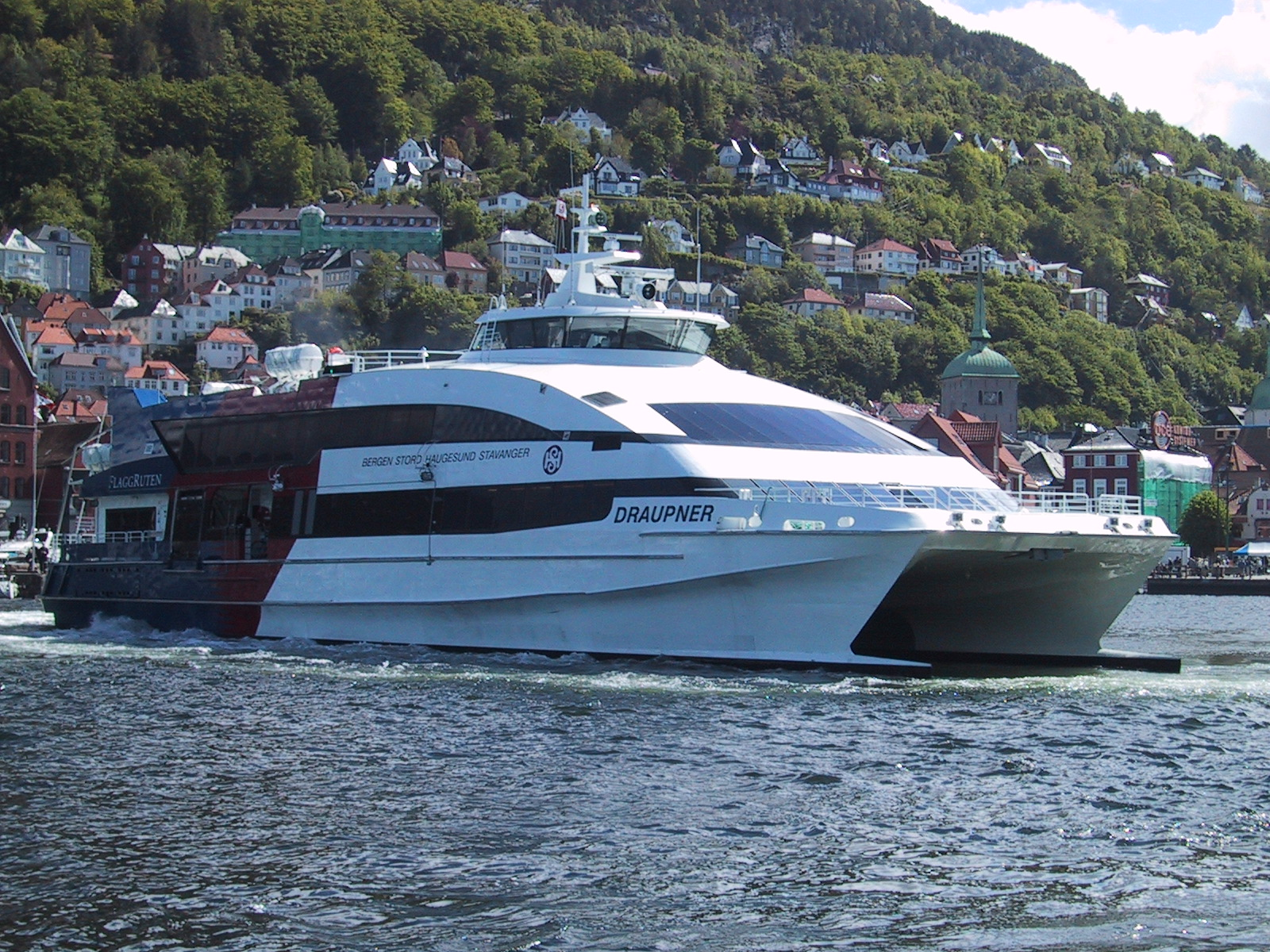
قایق سریع‌السیر، در مسیر برگن به استاوانگر

جادهٔ اصلی در کارموی، جادهٔ شماره ۴۷ با استاندارد راه‌های استان است؛ که درامتداد غرب جزیره، اسکودنسهاون را در جنوب، به اوکرهام در شمال وصل می‌کند. سپس به سمت شرق رفته تا بعد از عبور از کوپرویک، به جاده اروپایی ۱۳۴ که از کنار فرودگاه بین‌المللی هوگسوند، از روی پل کارمسوند عبور کرده؛ و به مرکز شهرهوگسوند می‌رود، وصل شود.
تونل کارموی، که شاخه ای از جادهٔ شمارهٔ ۴۷ استان است، بخشی از شبکهٔ تونل در زیر کارمسوند است؛ و کارموی را به جادهٔ اروپایی شماره ۳۹ در امتداد سواحل غرب نروژ متصل می‌کند. در سال ۲۰۱۳ میلادی، بعد از گشایش شبکه تونل، خط قایق مسافربری به آن سوی بوکنافیورد، از اسکودنسهاون تعطیل شد. در حال حاضر، قایق‌های سریع‌السیر هوگسوند - استاوانگر، از کنار کوپرویک، عبور می‌کنند. بزرگترین مرکز خدمات دریانوردی کشور، در کوپرویک، واقع شده‌است.

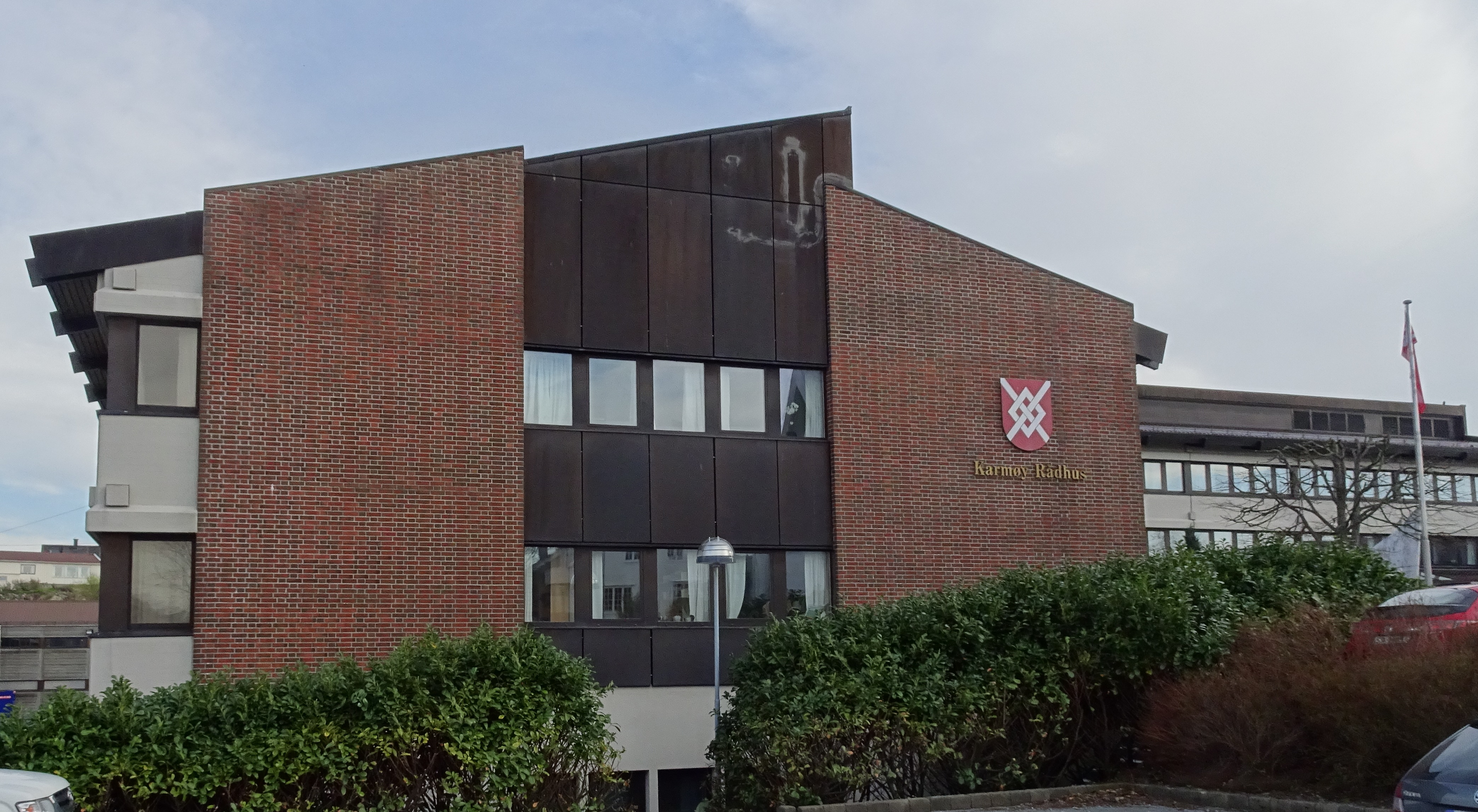
ساختمان شهرداری کارموی، در شهرک کوپرویک

## تقسیمات اداری و نهادهای عمومی
هم در کوپرویک، مرکز اداری محدودهٔ شهرداری کارموی و هم در شهرک اوکرهام، دبیرستان وجود دارد. موزه ماهیگیری استان روگالاند نیز در شهرک اوکرهام، واقع شده‌است.
پلیس کارموی، بخشی از سازمان پلیس جنوب و غرب کشور است. از نظر قضایی، کارموی در حوزه قضایی دادگاه شهرستان و دادگاه تجدید نظر هاگالاند و سانهوردلند قرار گرفته‌است. از نظر اقتصاد و تجارت، کارموی نیز مانند هوگسوند، بوکن، تیسور، ویندافیورد و اوتسیرا، جزئی از منطقهٔ تجاری شهرستان هاگالاند محسوب می‌شود. در حوزهٔ نفوذ کلیسا، کارموی بخشی از اسقف نشین استاوانگر منظور شده‌است. ساختمان شهرداری و مرکز اداری محدودهٔ شهرداری کارموی در شهرک کوپرویک، قرار گرفته‌است.

## خواهرخوانده
شهر بخش میالبی خواهرخواندهٔ کارموی هست.